# فيكي برلين
فيكي برلين (بالدنماركية: Vicki Berlin)‏ هي ممثلة دانمركية، ولدت في 16 نوفمبر 1977 بهيليسينكور في الدنمارك.

## وصلات خارجية
- فيكي برلين على موقع IMDb (الإنجليزية)
- فيكي برلين على موقع ألو سيني (الفرنسية)
- فيكي برلين على موقع ميوزك برينز (الإنجليزية)
- فيكي برلين على موقع ديسكوغز (الإنجليزية)
- فيكي برلين على موقع قاعدة بيانات الفيلم (الإنجليزية)
- فيكي برلين على موقع كينوبويسك (الروسية)